# Општина Салкуца (Долж)
Салкуца (рум. Sălcuţa) општина је у Румунији у округу Долж.
Oпштина се налази на надморској висини од 160 m.